# Храм Ват Самфран
У Клонг Мају на Тајланду, Храм Ват Самфран висок 17 спратова обмотава један огроман змај.